# Serie A 2007/2008
Serie A 2007/2008 spelades 25 augusti 2007-18 maj 2008, och vanns av Inter, genom att i sista omgången bortabesegra Parma, som därmed åkte ur serien, med 2-0 efter två mål av Zlatan Ibrahimović. Säsongen 2007/2008 blev det 105:e italienska mästerskapet i fotboll för herrar som någonsin har spelats, och den 76:e Serie A-säsongen. Säsongen var också speciell eftersom nästan alla "tunga"[förklaring behövs] klubblag inom italiensk fotboll deltog i Serie A. Genom att Juventus, Genoa och Napoli gick upp var bara Bologna FC 1909 av de historiskt sett mest framgångsrika klubblagen i Italien som denna säsong spelade i en lägre division.

## Förlopp

### Ihågkommen kniv
Matchen mellan Genoa CFC och AC Milan den 26 augusti 2007 spelades utan bortasupportrar. Anledningen var att en supporter till Genoa CFC knivhöggs till döds vid det senaste mötet lagen emellan, vilket skedde under säsongen 1994/1995 .

### Bråk och uppskjutna matcher
Den 11 november 2007 sköts matcherna Inter-Lazio och Roma-Cagliari Calcio upp . Anledningen var att en 26-årig supporter till SS Lazio Gabriele Sandri skjutits ihjäl av en polis som avlossade ett varningsskott då supportrar till Lazio och Juventus drabbade samman vid en bensinstation utanför Arezzo. , och matchen Atalanta-AC Milan sköts upp . Övriga matcher den dagen spelades med tio minuters fördröjning.

## Deltagande lag
| Klubb               | Ort             | Anläggning                                  | Föregående säsong | Säsonger i Serie A |
| ------------------- | --------------- | ------------------------------------------- | ----------------- | ------------------ |
| Atalanta BC         | Bergamo         | Stadio Atleti Azzurri d'Italia              | 8:a i Serie A     | 47                 |
| Cagliari Calcio     | Cagliari        | Stadio Sant'Elia                            | 16:e i Serie A    | 29                 |
| Calcio Catania      | Catania         | Stadio Angelo Massimino                     | 13:e i Serie A    | 11                 |
| Empoli FC           | Empoli          | Stadio Carlo Castellani                     | 7:e i Serie A     | 9                  |
| ACF Fiorentina      | Florens         | Stadio Artemio Franchi (Il Comunale)        | 6:a i Serie A     | 70                 |
| Genoa CFC           | Genua           | Stadio Luigi Ferraris (Marassi)             | 3:a i Serie B     | 41                 |
| Inter               | Milano          | Stadio Giuseppe Meazza (San Siro)           | 1:a i Serie A     | 76                 |
| Juventus FC         | Turin           | Stadio delle Alpi                           | 1:a i Serie B     | 75                 |
| SS Lazio            | Rom             | Stadio Olimpico                             | 3:a i Serie A     | 65                 |
| AS Livorno Calcio   | Livorno         | Stadio Armando Picchi                       | 11:a i Serie A    | 16                 |
| AC Milan            | Milano          | Stadio Giuseppe Meazza (San Siro)           | 4:a i Serie A     | 74                 |
| SSC Napoli          | Neapel          | Stadio San Paolo                            | 2:a i Serie B     | 62                 |
| US Città di Palermo | Palermo         | Stadio Renzo Barbera (La Favorita)          | 5:a i Serie A     | 21                 |
| Parma FC            | Parma           | Stadio Ennio Tardini                        | 12:a i Serie A    | 18                 |
| Reggina Calcio      | Reggio Calabria | Stadio Oreste Granillo                      | 14:e i Serie A    | 4                  |
| AS Roma             | Rom             | Stadio Olimpico                             | 2:a i Serie A     | 75                 |
| UC Sampdoria        | Genua           | Stadio Luigi Ferraris (Marassi)             | 9:e i Serie A     | 52                 |
| AC Siena            | Siena           | Stadio Artemio Franchi                      | 15:e i Serie A    | 5                  |
| Torino FC           | Turin           | Stadio Olimpico di Torino (Stadio Comunale) | 17:e i Serie A    | 66                 |
| Udinese Calcio      | Udine           | Stadio Friuli                               | 10:e i Serie A    | 35                 |

## Slutställning
| Nr | Lag        | S  | V  | O  | F  | GM | IM | MS  | P  |
| -- | ---------- | -- | -- | -- | -- | -- | -- | --- | -- |
| 1  | Inter      | 38 | 25 | 10 | 3  | 69 | 26 | +43 | 85 |
| 2  | Roma       | 38 | 24 | 10 | 4  | 72 | 37 | +35 | 82 |
| 3  | Juventus   | 38 | 20 | 12 | 6  | 72 | 37 | +35 | 72 |
| 4  | Fiorentina | 38 | 19 | 9  | 10 | 55 | 39 | +16 | 66 |
| 5  | AC Milan   | 38 | 18 | 10 | 10 | 66 | 38 | +28 | 64 |
| 6  | Sampdoria  | 38 | 17 | 9  | 12 | 56 | 46 | +10 | 60 |
| 7  | Udinese    | 38 | 16 | 9  | 13 | 48 | 53 | −5  | 57 |
| 8  | Napoli     | 38 | 14 | 8  | 16 | 50 | 53 | −3  | 50 |
| 9  | Atalanta   | 38 | 12 | 12 | 14 | 52 | 56 | −4  | 48 |
| 10 | Genoa      | 38 | 13 | 9  | 16 | 44 | 52 | −8  | 48 |
| 11 | Palermo    | 38 | 12 | 11 | 15 | 47 | 57 | −10 | 47 |
| 12 | Lazio      | 38 | 11 | 13 | 14 | 47 | 51 | −4  | 46 |
| 13 | Siena      | 38 | 9  | 17 | 12 | 40 | 45 | −5  | 44 |
| 14 | Cagliari   | 38 | 11 | 9  | 18 | 40 | 56 | −16 | 42 |
| 15 | Torino     | 38 | 8  | 16 | 14 | 36 | 49 | −13 | 40 |
| 16 | Reggina    | 38 | 9  | 13 | 16 | 37 | 56 | −19 | 40 |
| 17 | Catania    | 38 | 8  | 13 | 17 | 33 | 45 | −12 | 37 |
| 18 | Empoli     | 38 | 9  | 9  | 20 | 29 | 52 | −23 | 36 |
| 19 | Parma      | 38 | 7  | 13 | 18 | 42 | 62 | −20 | 34 |
| 20 | Livorno    | 38 | 6  | 12 | 20 | 35 | 60 | −25 | 30 |

     – Mästare och kvalificerade till Uefa Champions League 2008/2009.
     – Kvalificerade till Uefa Champions League 2008/2009.
     – Kvalificerade till kvalet till Uefa Champions League 2008/2009.
     – Kvalificerade till Uefacupen 2008/2009.
     – Kvalificerade till Intertotocupen 2008.
     – Nerflyttade till Serie B
Notering Eftersom båda Coppa Italia-finalisterna Roma och Inter kvalificerade till spel i Uefa Champions League blev Udinese, som kom på sjundeplats, tilldelad plats i Uefacupen. Laget på åttondeplats, Napoli, blev tilldelad plats i Intertotocupen.

## Skytteligan
Endast spelare som gjort minst 10 mål
Uppdaterad efter matcherna spelade 17 maj 2008
21 mål
- Alessandro Del Piero (Juventus)

20 mål
- David Trezeguet (Juventus)

19 mål
- Marco Borriello (Genoa)

17 mål
- Antonio Di Natale (Udinese)
- Zlatan Ibrahimović (Inter)
- Adrian Mutu (Fiorentina)

15 mål
- Amauri (Palermo)
- Kaká (Milan)

14 mål
- Goran Pandev (Lazio)
- Tommaso Rocchi (Lazio)
- Francesco Totti (Roma)

13 mål
- Julio Ricardo Cruz (Inter)
- Massimo Maccarone (Siena)

12 mål
- Nicola Amoruso (Reggina)
- Claudio Bellucci (Sampdoria)
- Cristiano Doni (Atalanta)
- Fabio Quagliarella (Udinese)

11 mål
- Filippo Inzaghi (Milan)

10 mål
- Robert Acquafresca (Cagliari)
- Antonio Cassano (Sampdoria)
- Francesco Tavano (Livorno)